# فرد كون
فرد كون (بالإنجليزية: Fred Cone)‏ (21 يونيو 1926 - 31 ديسمبر 2021) هو لاعب كرة قدم أمريكية أمريكي، ولد في باين ابل في الولايات المتحدة.

## وصلات خارجية
- فرد كون على موقع مرجع كرة القدم المحترفة.كوم (الإنجليزية)